# Чичестер

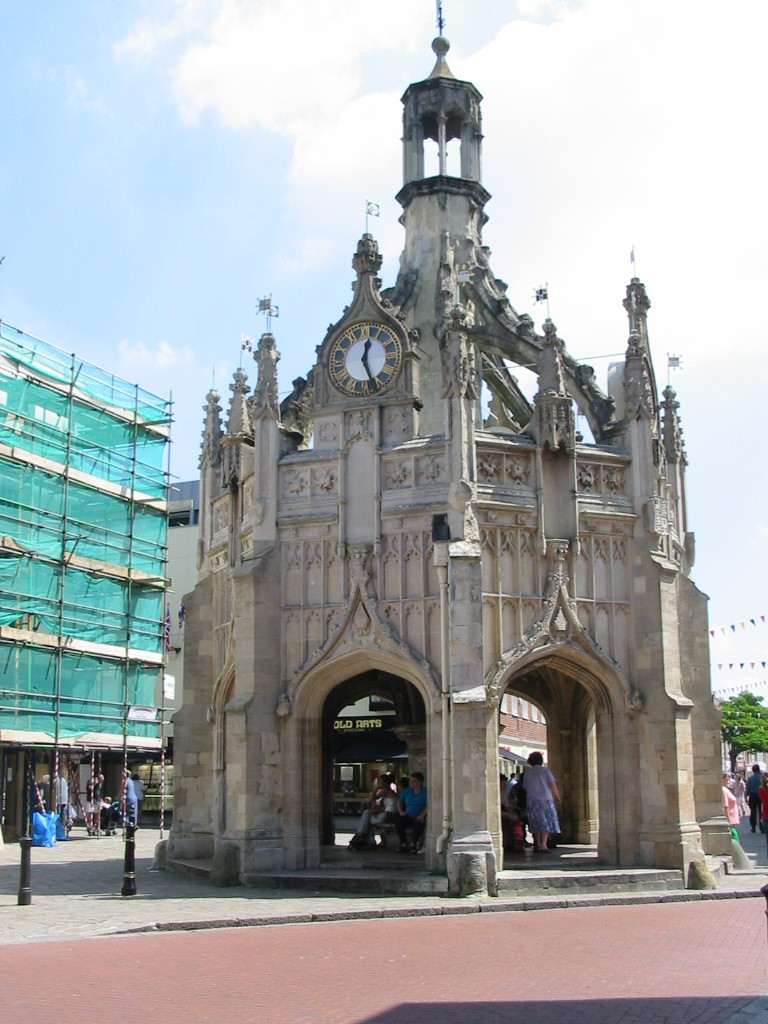
Ринковий хрест (кінець XV століття).

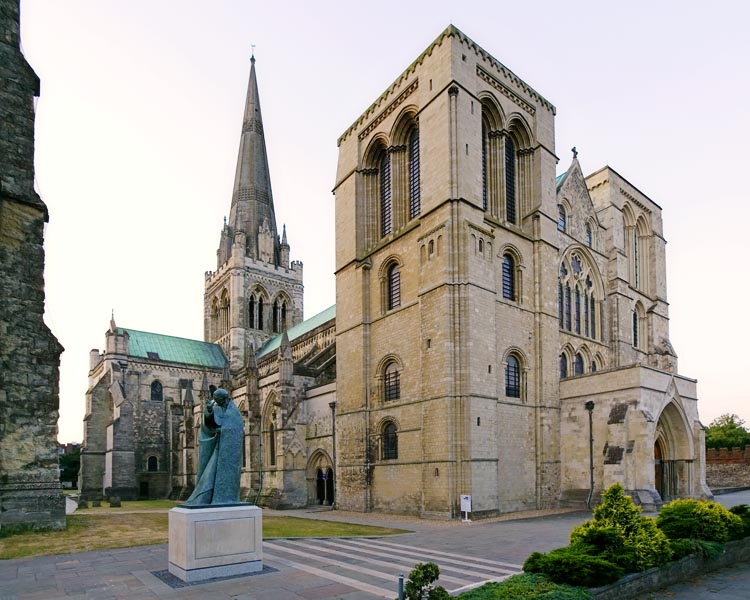
Кафедральний собор

Чичестер (англ. Chichester) — місто в англійському графстві Західний Сассекс, на річці Лавант. Населення — 25 тисяч жителів.
На околиці міста розташований великий Гудвуд-парк із замком герцога Ричмондського.

## Історія
У римський час тут було місто і фортеця Noviomagus Regnorum або Noviomagus Regnensium; в V столітті фортецю було зруйновано царем Еллою, потім знову відбудована його сином Циссі та отримала з того часу ім'я Cissan ceaster (лат. Cissae castrum). У центрі міста збереглася частина давніх мурів, окрім того тут досі можна бачити мережу римських доріг, перетворених на сучасні вулиці. Міська гавань знаходиться за декілька кілометрів на південний захід від Чичестера.
У першій половині IX століття Чичестер був важливим центром. За часів Вільгельма Завойовника став резиденцією єпископа; пізніше був головним містом графства Сассекс. З 1114 по 1336 роки тут будувався п'ятинефний собор в готичному стилі, який називають найтиповим середньовічним собором Англії.

## Визначні місця

### Собор
Однією з найвизначніших пам'яток архітектури й історії міста Чичестер є кафедральний собор, споруджений в XI столітті на фундаменті римської базиліки, тож на підлозі собору збереглася антична мозаїка попередньої споруди. Собор має нетипову для Англії дзвіницю, що розташована поруч з головоною будівлею. Вежа собору завалилася в XIX столітті й була відбудована. Патроном міста й собору є Річард Чичестерський, могила якого знаходилася в соборі й була знищена в часи реформації.

### Ринковий хрест
Ринковий хрест (market cross) було встановлено у 1478–1503 роках. Чичестерський хрест вважається одним з найгарніших хрестів такого типу в Англії й стоїть на перехресті чотирьох основних вулиць міста.

### Масляний ринок
Споруда Масляного ринку була побудована на Північній вулиці у 1808 році архітектором Джоном Нашем й використовувалась як критий ринок. 1900 року було надбудовано ще один поверх.

### Зернова біржа
Будинок зернової біржі Corn Exchange був споруджений 1833 року й своїм оздобленням мав демонструвати значення торгівлі зерном для міста. У 1923–1984 роки тут розташовувався кінотеатр та ресторани, а потім — магазин одягу.

### Палац єпископа
Єпископський палац було споруджено у XII столітті, всередині збереглася трапезна зала з XV століття.

### Шпиталь Святої Марії
Споруджений 1562 року шпиталь спершу був притулком для бідних жінок. Зберігся оздоблений деревом рефекторій та капелла XIII століття.

### Міський мур
Середньовічний міський мур значною мірою зберігся й обрамлює старе місто.

### Римський амфітеатр
Рештки римського Амфітеатру можна побачити у парку Горнет.

## Видатні жителі
- Пітер Ловсі — відомий англійський письменник детективного жанру.

## Чичестер у мистецтві
У цьому місті частково відбувається дія одного з детективних романів Агати Крісті.
Чичестер згадується у фільмі Стівена Фрая «Колір молоді», знятого за мотивами роману Івліна Во Огидна плоть.
У Чичестері гине капітан Рональд Ферз — герой роману «В очікуванні» Джона Голсуорсі.